# Montaiguët-en-Forez
Montaiguët-en-Forez – miejscowość i gmina we Francji, w regionie Owernia-Rodan-Alpy, w departamencie Allier.

## Demografia
Według danych na rok 1990 gminę zamieszkiwało 357 osób, a gęstość zaludnienia wynosiła 16 osób/km². W styczniu 2015 r. Montaiguët-en-Forez zamieszkiwało 329 osób, przy gęstości wynoszącej 14,7 osób/km².